# The Complete BBC Peel Sessions
The Complete BBC Peel Sessions es un álbum recopilatorio de la banda escocesa The Delgados. Fue publicado el 23 de junio de 2006 a través del sello independiente Chemikal Underground.

## Lista de canciones
| Disco 1 |                                            |          |  |
| N.º     | Título                                     | Duración |  |
| 1.      | «Lazarwalker»                              | 2:33     |  |
| 2.      | «Blackwell»                                | 1:32     |  |
| 3.      | «I've Only Just Started to Breathe»        | 2:34     |  |
| 4.      | «Primary Alternative»                      | 2:53     |  |
| 5.      | «Under Canvas Under Wraps»                 | 2:34     |  |
| 6.      | «4th Channel»                              | 2:26     |  |
| 7.      | «Teen Elf»                                 | 1:16     |  |
| 8.      | «Sucrose»                                  | 3:28     |  |
| 9.      | «Everything Goes Around the Water»         | 4:16     |  |
| 10.     | «The Arcane Model»                         | 4:43     |  |
| 11.     | «Pull the Wires from the Wall»             | 4:08     |  |
| 12.     | «Mauron Chanson»                           | 3:29     |  |
| 13.     | «Repeat Failure»                           | 4:38     |  |
| 14.     | «Don't Stop»                               | 4:35     |  |
| 15.     | «Blackpool»                                | 5:45     |  |
| 16.     | «The Weaker Argument Defeats the Stronger» | 3:56     |  |

| Disco 2 |                                |          |  |
| N.º     | Título                         | Duración |  |
| 1.      | «No Danger»                    | 6:29     |  |
| 2.      | «Make Your Move»               | 3:15     |  |
| 3.      | «Accused of Stealing»          | 6:00     |  |
| 4.      | «Aye Today»                    | 4:46     |  |
| 5.      | «Mr. Blue Sky»                 | 5:28     |  |
| 6.      | «California Über Alles»        | 3:21     |  |
| 7.      | «Matthew and Son»              | 3:13     |  |
| 8.      | «Last Rose of Summer»          | 2:56     |  |
| 9.      | «Parcel of Rogues»             | 3:53     |  |
| 10.     | «I Fought the Angels»          | 3:19     |  |
| 11.     | «Ballad of Accounting»         | 3:14     |  |
| 12.     | «Is This All That I Came For?» | 2:59     |  |
| 13.     | «Everybody Come Down»          | 3:04     |  |

## Posicionamiento en listas
| Listas (2006)                    | Mejor posición |
| -------------------------------- | -------------- |
| Reino Unido (Independent Albums) | 13             |